# Mark Albon
Mark Albon (ur. 9 listopada 1969 roku w Billericay) – brytyjski kierowca wyścigowy.

## Kariera
Albon rozpoczął karierę w wyścigach samochodowych w 1991 roku od startów w Formule Vauxhall Lotus. Z dorobkiem 97 punktów uplasował się na piątej pozycji w klasyfikacji generalnej. W późniejszych latach pojawiał się także w stawce Francuskiej Brytyjskiej Formuły 2 oraz Formuły 3000.
W Formule 3000 Brytyjczyk wystartował podczas rundy na Donington Park w sezonie 1993 z brytyjską ekipą East Essex Racing. Wyścigu jednak nie ukończył.